# 청능대로
청능대로(靑陵大路)는 인천광역시 연수구 청학동 청능교차로와 남동구 논현동의 논현주공14단지까지 이르는 총연장 7.2 km의 거리를 이루고 있는 간선도로이다.
청능대로의 연장이 긴편에 속해 통과하거나 교차하는 도로가 많은 편이다. 부평역 인근부터 송도동의 캠퍼스타운역까지의 길이인 만큼 인천광역시를 관통하며 지나가는 도로이다.

## 통과하는 지자체
- 연수구
  - 청학동 - 동춘동 - 연수동
- 남동구
  - 논현고잔동 - 논현동

## 통과하는 도로
- 미추홀대로
- 원인재로
- 경원대로
- 남동서로
- 남동대로
- 남동동로
- 논현고잔로
- 호구포로
- 먼우금로
- 소래로
- 장도로

## 통과하는 하천
- 승기천

## 주변 시설
연수구
- 청학중학교
- 롯데마트 연수점
- KT 연수빌딩
- 연수구청
- 스퀘어원
  - 홈플러스 스페셜 인천연수점
- 연수체육공원
- 동춘역

남동구
- 인천논현역
- 인천논현고등학교
- 논현중앙공원
- 항진축산 인천공장

## 사진

### 도로 및 시설물

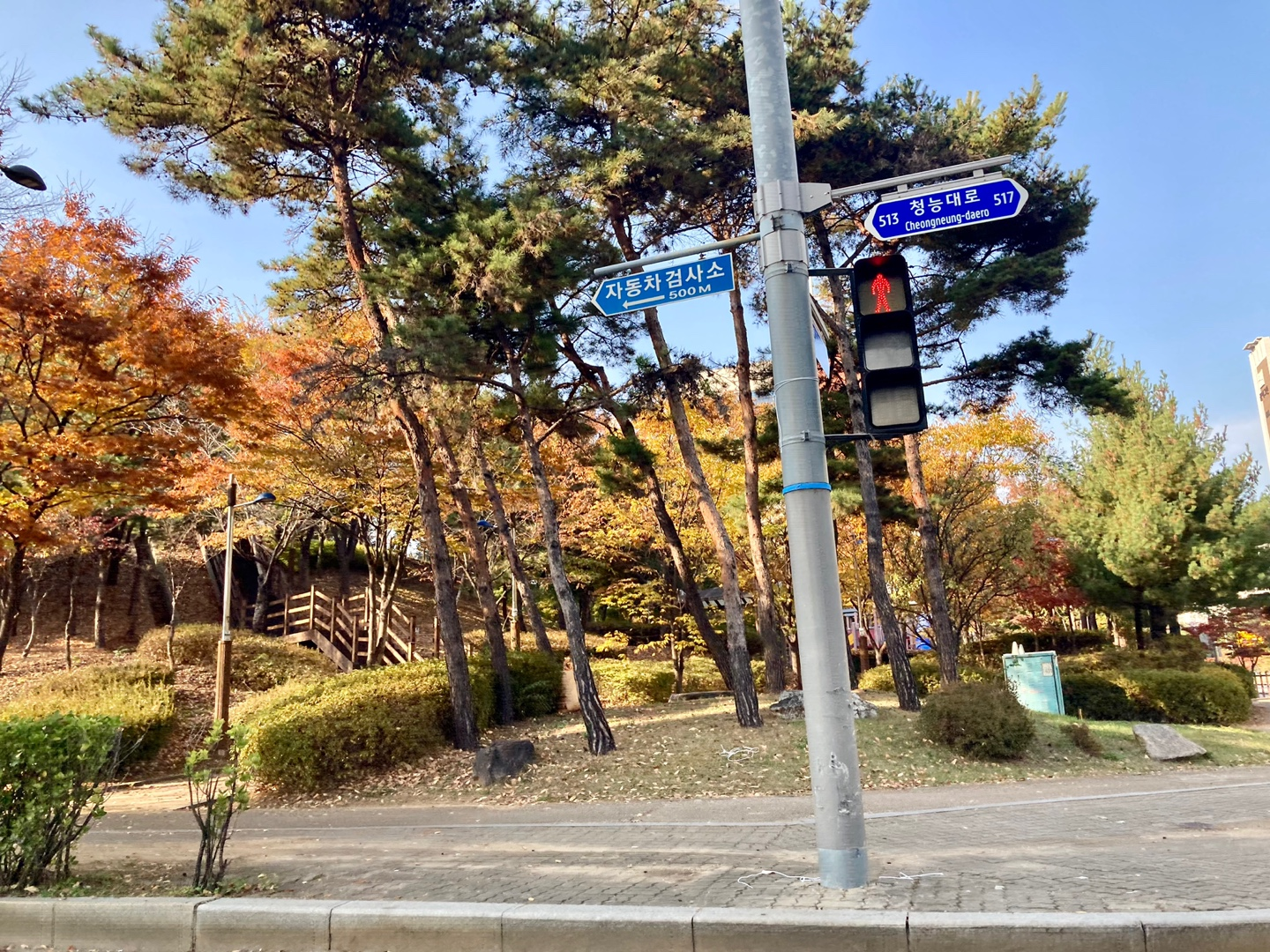
청능대로 표지판
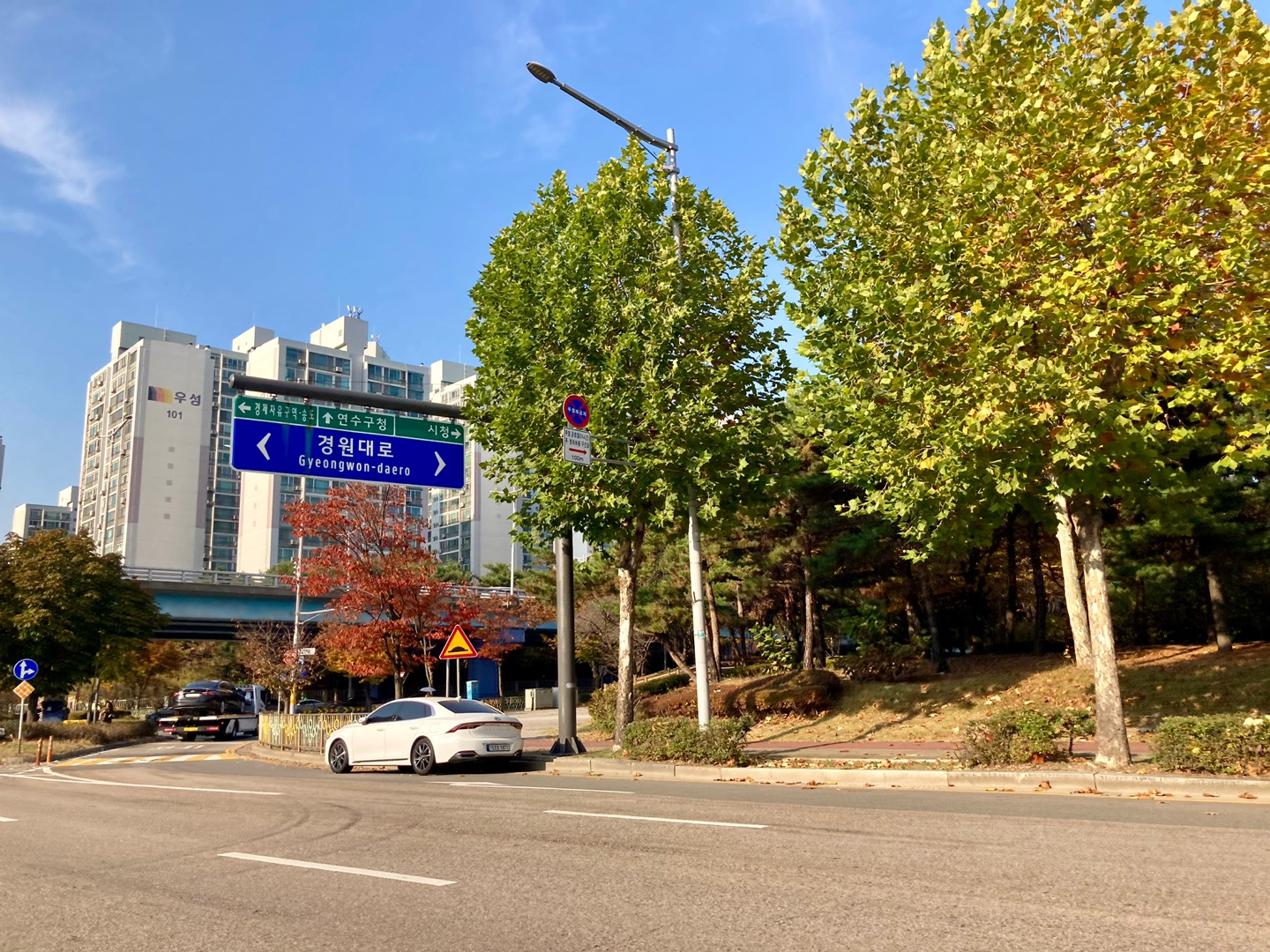
연수사거리(경원대로 교차)
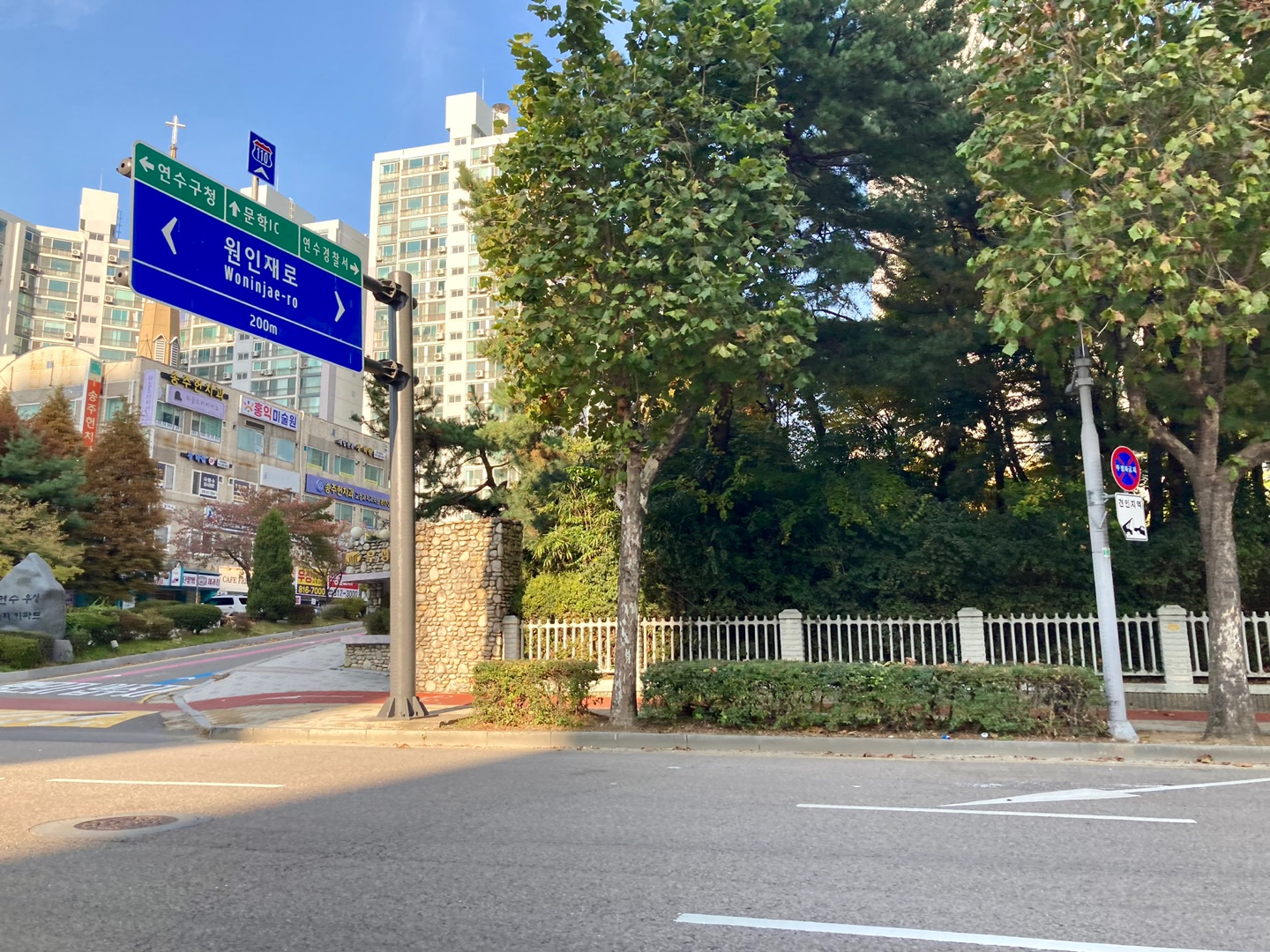
원인재로 교차
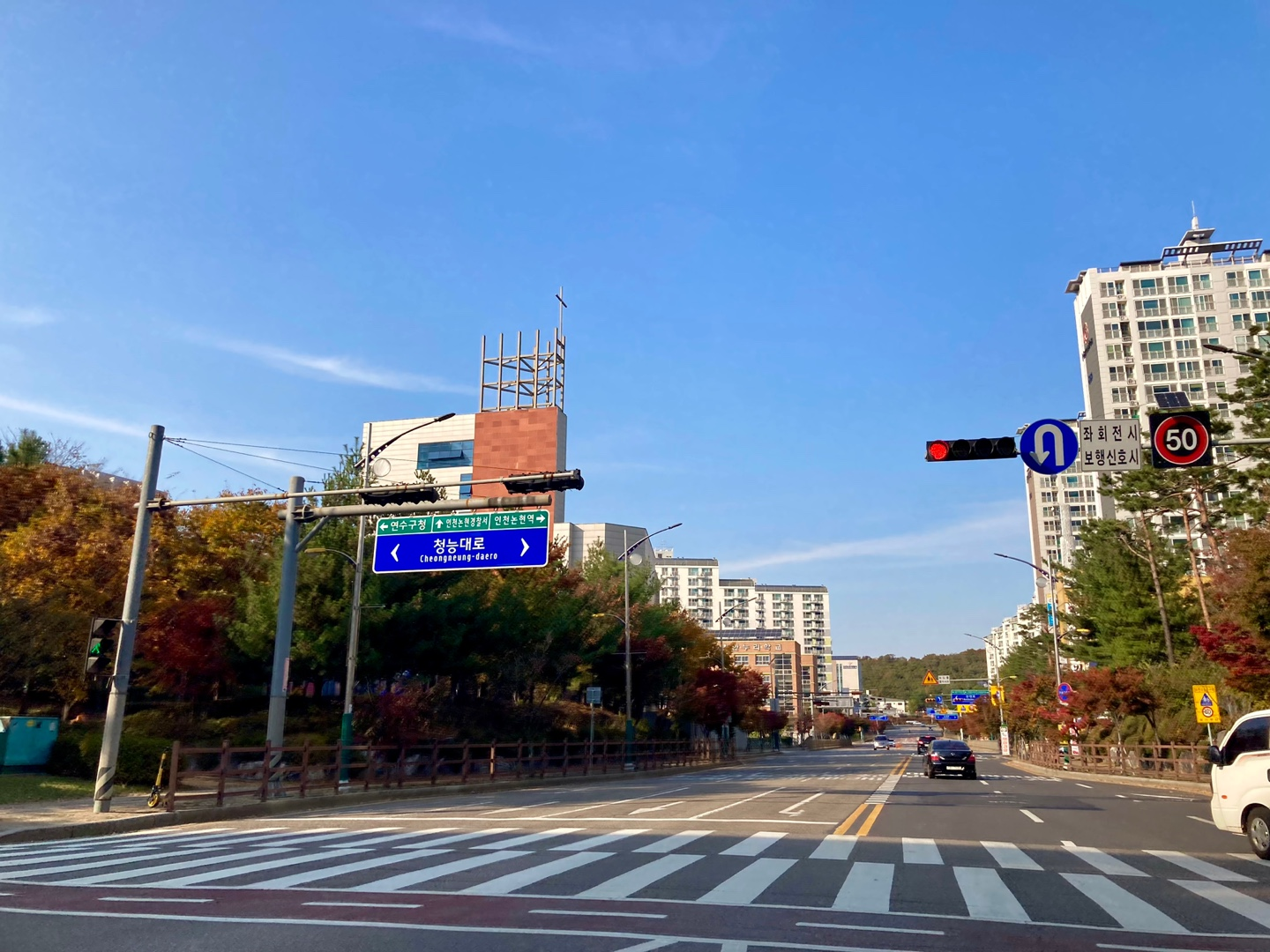
논현고잔로 교차
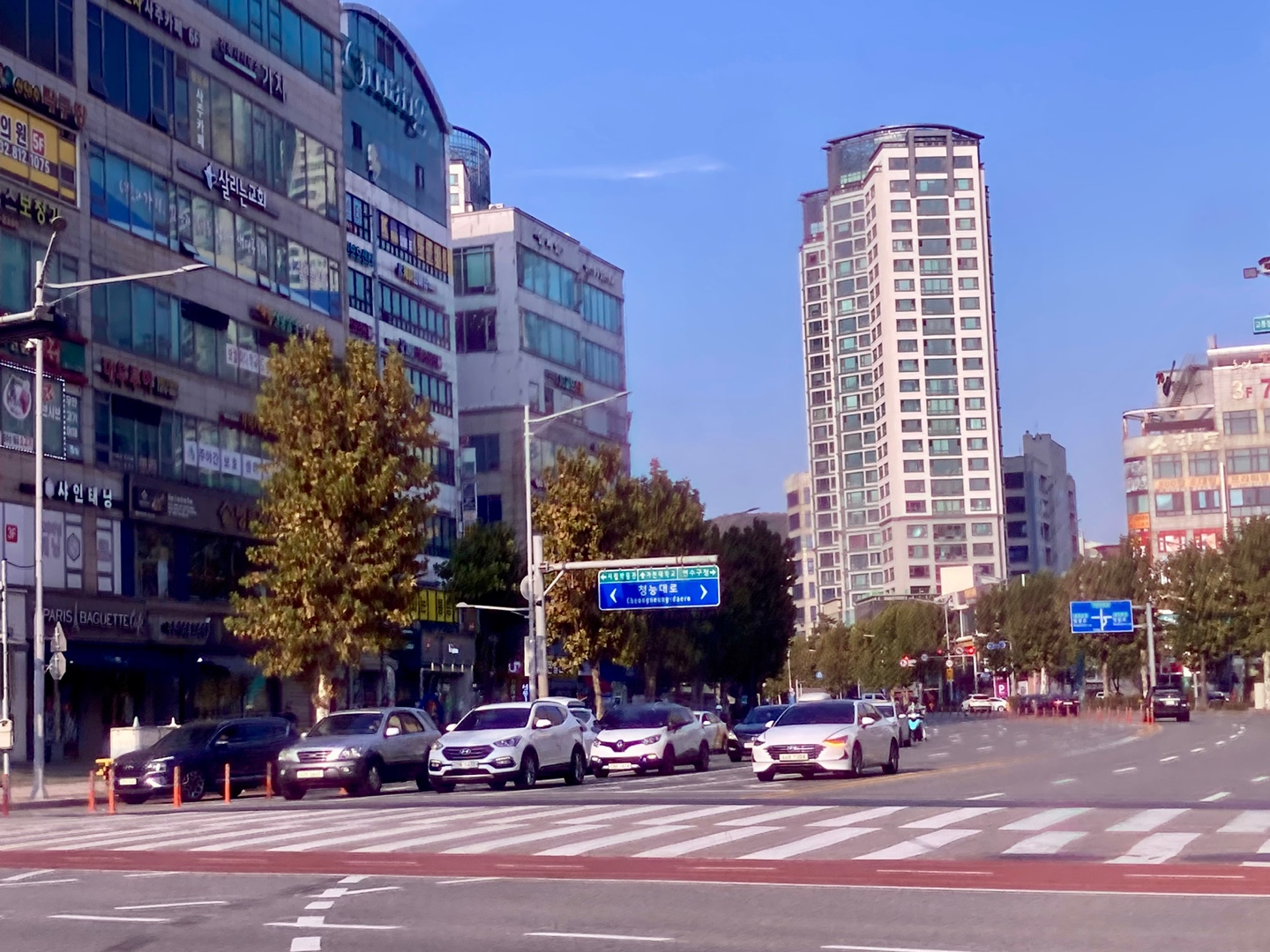
먼우금로 교차
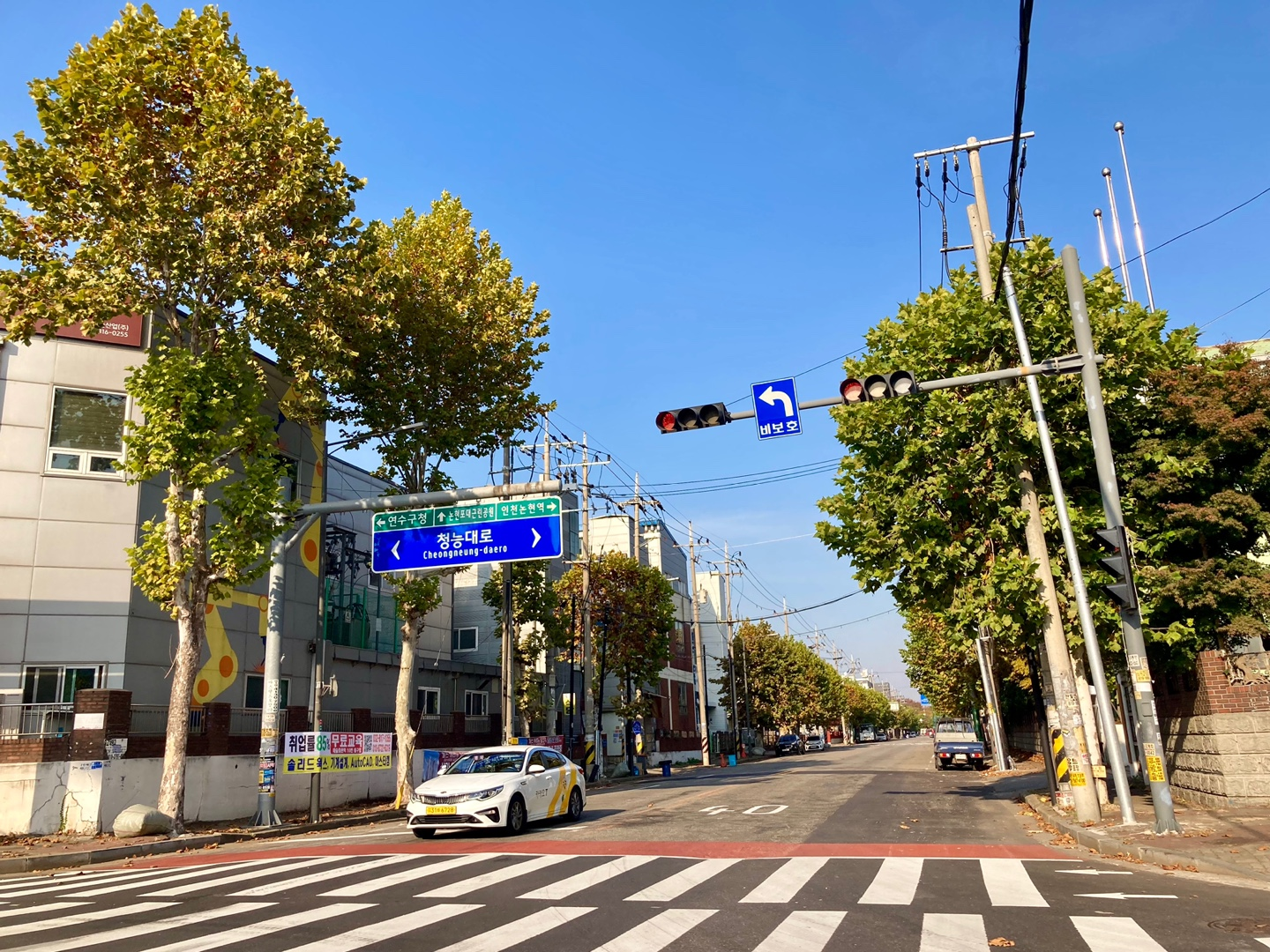
남동서로 교차

### 시설 및 건물

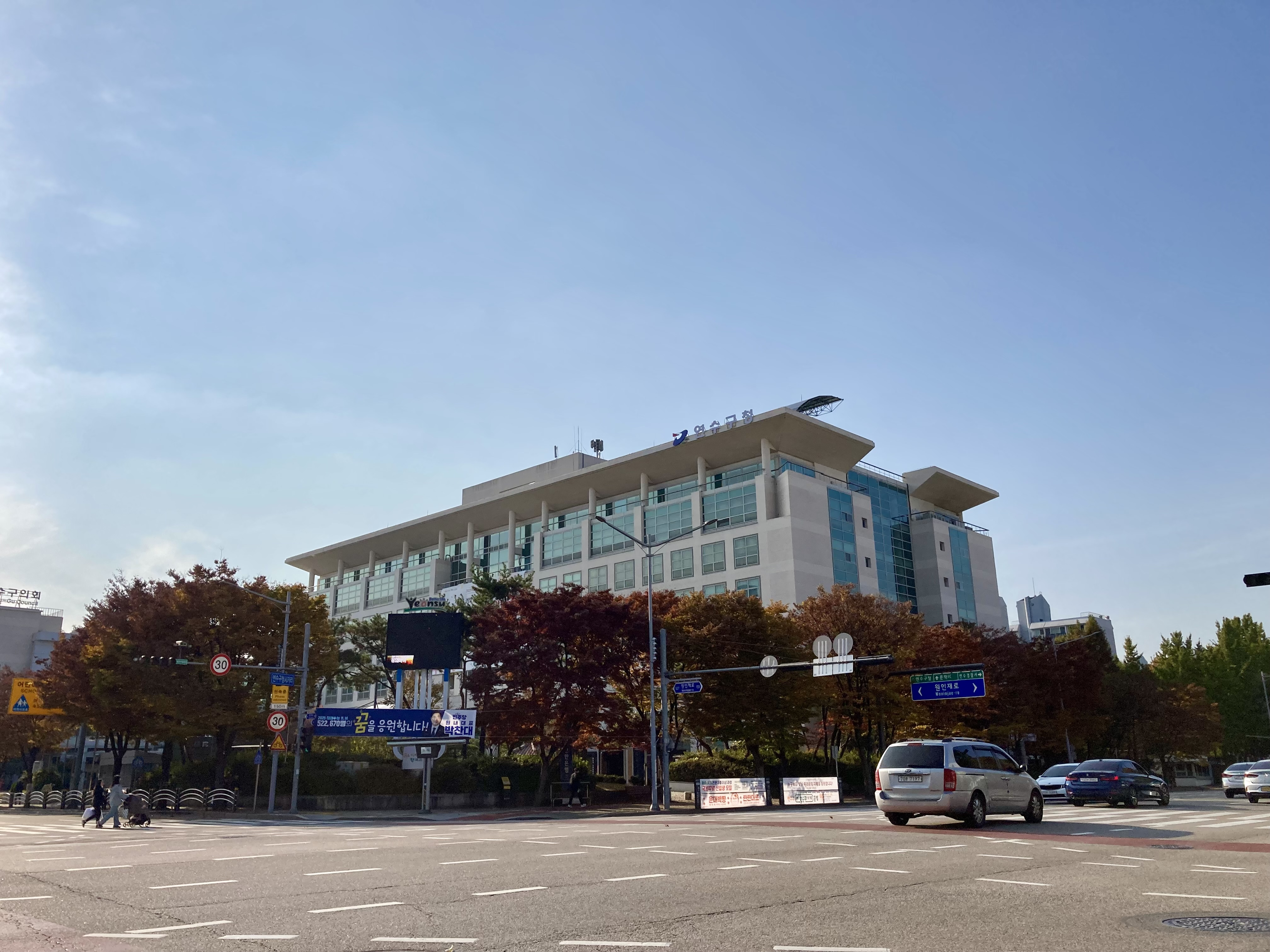
연수구청(연수구청사거리)
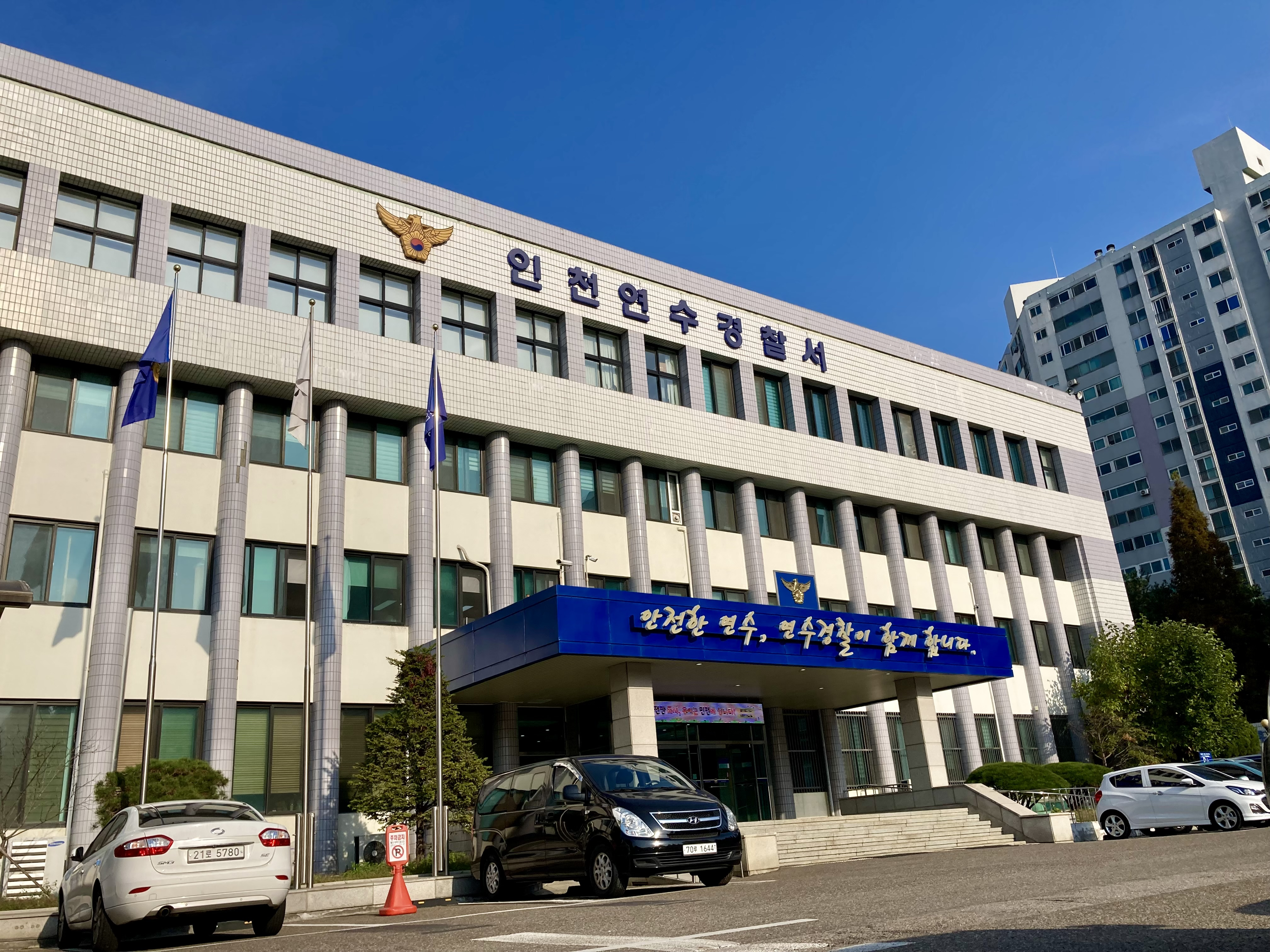
연수경찰서(연수구청사거리)
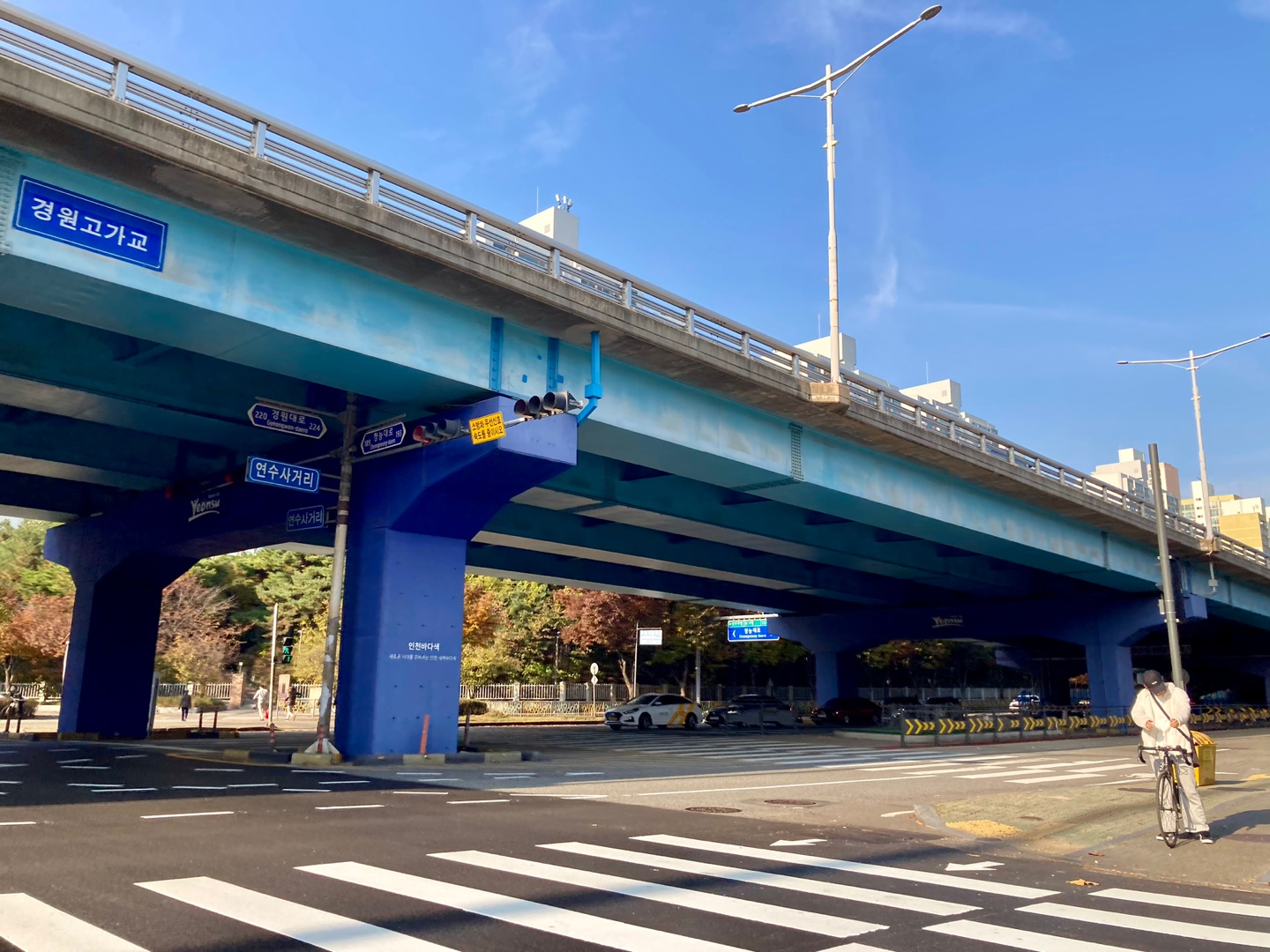
남동대교측 연수사거리(스퀘어원 앞)
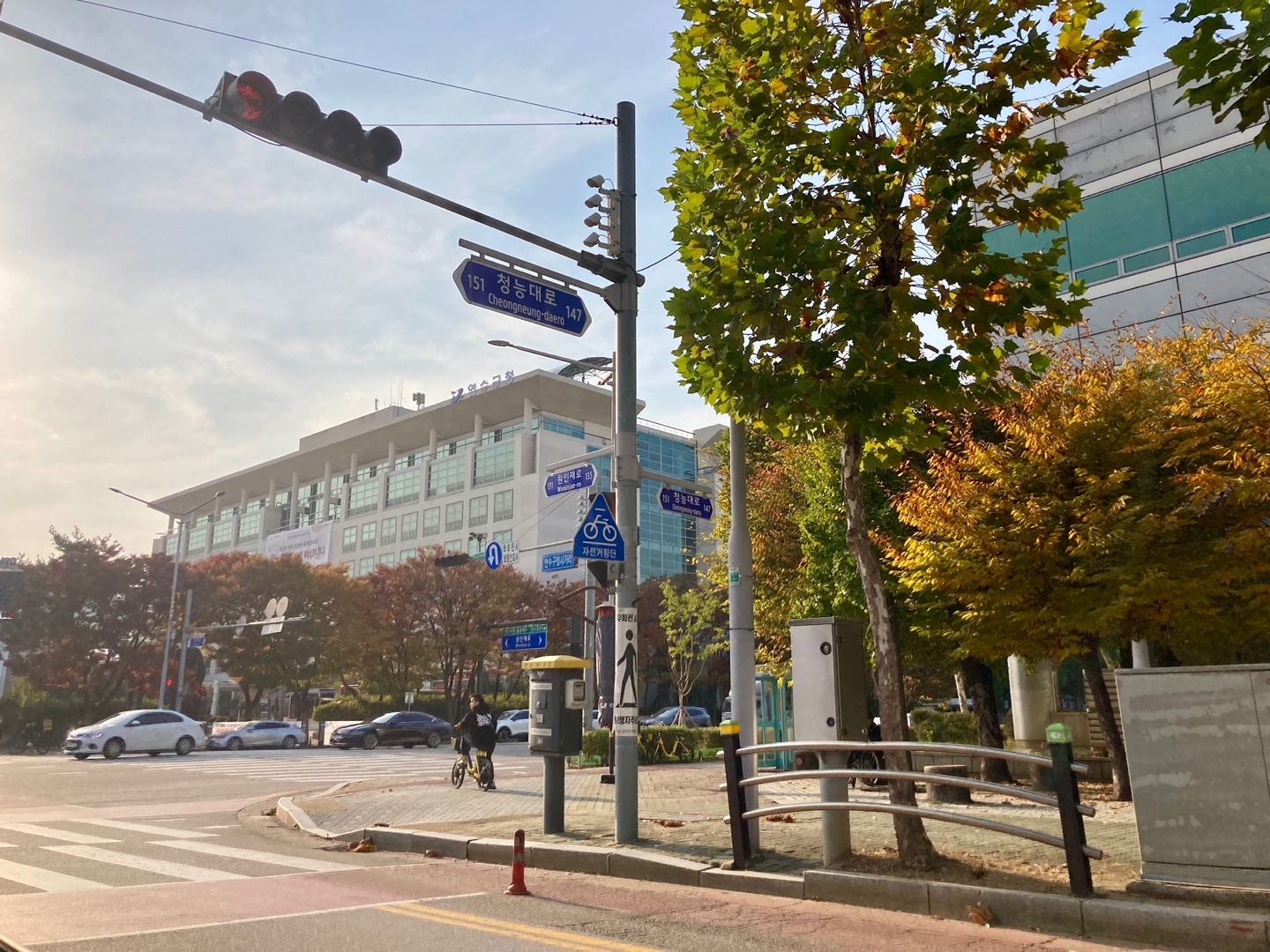
원인재로에서 바라본 청능대로변 연수구청
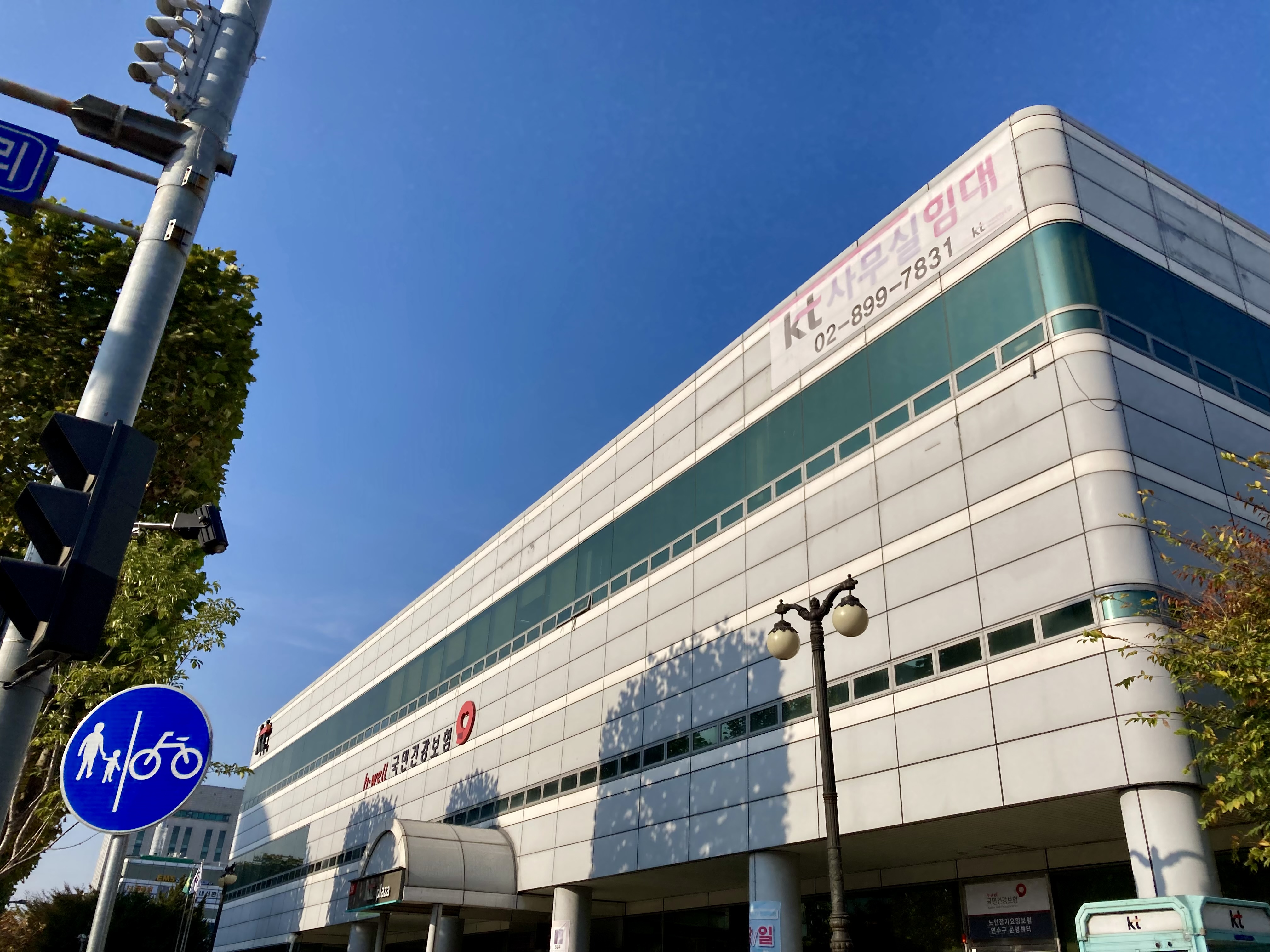
KT연수빌딩(연수KT프라자, 청능대로 145)

## 비고
- 해당 도로에는 전 구간에 걸쳐 자전거 전용도로가 설치되어 있다.
- 중간에 남동공단을 통과하며, 남동공단으로 출퇴근하는 도로이다.